# Heinz Schall
Heinz Schall (* 2. Oktober 1885 als Theodor Leopold Schlomowitz in Berlin; † 20. November 1933 ebenda) war ein deutscher Schauspieler und Filmregisseur.

## Leben
Der gebürtige Berliner war zunächst Schauspieler, der 1910 zum Ensemble des Thalia-Theaters gehörte. Noch während des Krieges inszenierte er seinen ersten Stummfilm Im Lebenswirbel mit Asta Nielsen. Bekannt wurde er vor allem durch den Asta-Nielsen-Film Hamlet, bei dem er zusammen mit dem Dänen Svend Gade Regie führte. Im Januar 1922 wurde er an der Seite von Helene Lackner, genannt Koopmann, zweiter Geschäftsführer bei der Koop-Film Co. mbH (1922–1930).

## Filmografie
| - 1916: Im Lebenswirbel - 1918: Das Eskimobaby - 1921: Hamlet - 1921: Ein Tag auf dem Mars - 1921: Die im Schatten gehen - 1921: Die Spur im Dunkeln - 1922: Das hohe Lied der Liebe - 1922: Der Liebesroman des Cesare Ubaldi - 1922: Macbeth - 1922: Wem nie durch Liebe Leid geschah! | - 1923: Der Herzog von Aleria - 1924: Königsliebchen - 1925: O alte Burschenherrlichkeit (nur künstlerische Oberleitung) - 1926: Der Liebe Lust und Leid (nur künstlerische Oberleitung) - 1926: Die Wacht am Rhein (nur künstlerische Oberleitung) - 1927: Gefährdete Mädchen - 1929: Kameradschaftsehe - 1932: Drei von der Stempelstelle (Produzent, Produktionsleitung) |